# Failure (группа)
Failure (МФА: [ˈfeɪljə], с англ. — «Сбой») — американская альтернативная рок группа из города Лос-Анджелес, штат Калифорния. Группу часто сравнивают с другими «альтернативными» коллективами того времени, такими как Nirvana и Soundgarden, но Failure отличались более трепетным отношением к структуре звуковых деталей: изобретательное использование гитарных эффектов и тщательная обработка сигналов; а в более поздних альбомах — экспансивный саунд-дизайн.
Failure воссоединились в 2014 году.

## История
Группа была сформирована в 1990 году Кеном Эндрюсом (вокал/гитара) и Грегом Эдвардсом (бас/гитара). Эндрюс и Эдвардс встретили друг друга через рубрику объявлений в одной из газет Лос-Анджелеса, после чего начали запись демо-альбома вместе с Робертом Госсом (ударные). В 1991 году коллектив записывает несколько студийных песен совместно с продюсером Полом Лони, который ранее работал с Enuff Z’nuff, и инженером Рэнди Пекичем. Четыре трека из вышеупомянутой демозаписи были выпущены на ныне не существующем лейбле «Sweet Smelling Records». Также на этом лейбле записывались два семидюймовых сингла «Pro-Catastrophe» и «Comfort».
В 1992 году Failure подписали контракт с Slash Records (независимый лейбл в Лос-Анджелесе, дистрибьютером в США выступал Warner Bros.), и отправились в Миннесоту, чтобы записать свой дебютный альбом с продюсером Стивом Альбини в «Pachyderm Studio» тем же летом. Релиз альбома Comfort состоялся в сентябре 1992 года, и в это то же самое время группа отправилась в одно из нескольких намеченных концертных туров с Tool.

Обе группы, и сам Альбини, остались недовольны итогами работы над альбомом. Группа возвращается в студию в 1993 году. Обязанности продюсирования берут на себя Эндрюс и Эдвардс. Роберт Госс покидает проект на полпути до завершения записи, обязанности ударника ложатся на Грега Эдвардса, пока коллектив не находит Келли Скотта. Magnified был выпущен в марте 1994-го. Первое видео группы было снято на сингл «Undone», но на него было отведено слишком мало эфирного времени. Однако музыкальные критики по достоинству оценили звучание группы, достигнутое на втором альбоме, также Failure не оказались без внимания со стороны прочих музыкантов. В том же году возобновилось турне с Tool. Примечательно, что Адам Джонс (гитарист Tool), принимал участие в исполнении песни «Macaque» с альбома Comfort, исполняя партию ритм-гитары. В 1992 году Кен Эндрюс снял музыкальное видео для Tool на песню «Hush».

### Fantastic Planet
На волне успеха Magnified, Эндрюс, Эдвардс, и Скотт принялись за новую работу в 1995 году, арендовав для этого домашнюю студию Литы Форд за пределами Лос-Анджелеса. Группа вновь отказывается от стороннего продюсирования, основываясь на личном опыте, поэтому львиную долю обработки звука Кен Эндрюс берёт на себя. У коллектива появляется гораздо больше времени для записи новой пластинки, по сравнению с предыдущими работами. Запись альбома подходит к концу, но у группы возникают проблемы с лейблом Warner Bros. Records, который отказывает им в дальнейшем дистрибьюторстве, указывая на истёкший контракт. По причине «творческой ограниченности» (из-за юридической несогласованности), в то время, как Slash Records пытаются продлить договор, Failure приходится упорно заниматься сторонними проектами: Эндрюс и Эдвардс выпускают альбом каверов Replicants. Одновременно с этим, Кен Эндрюс продюсирует альбомы коллективов Blinker the Star и Molly McGuire. 

Весной 1996-го Warner всё-таки согласился выпустить альбом, релиз Fantastic Planet состоялся тем же летом. В свете происходящих событий к группе присоединяется Трой Ван Левен, старый друг Келли Скотта. Первый сингл с долгожданного альбома, «Stuck on You», стал одним из хитов на альтернативных радиостанциях, а видеоклип попал в ротацию MTV, но долго на канале не продержался. Песня поднималась на #31 место в хит-параде музыкальной станции «U.S. Billboard Mainstream Rock», на радио «Modern Rock» трек ожидала #23 позиция. Другие песни, такие как «Saturday Saviour» и «Pitiful», получили некоторую популярность у предприимчивых диджеев, но больше видеоклипов снято не было, в большей степени из-за политики лейбла, на котором писались Failure.

### Дальнейшее творчество
В 1997 году индастриал-группа God Lives Underwater, которая была в хороших отношениях с коллективом, предложила им исполнить хит 1990 года «Enjoy the Silence» для сборника каверов под названием For the Masses, как дань уважения великой группе Depeche Mode, на что Failure дали положительный ответ, перепев один из самых известных синглов «Депешей». Тем же летом последовало участие группы в фестивале Lollapalooza, где они выступили в качестве хедлайнеров.

### Расформирование
19 ноября 1997 года группа официально заявила о расформировании состава, ссылаясь на разногласия внутри коллектива. В 2004 году, несмотря на то, что группа бездействовала уже много лет, Эндрюс и Эдвардс снова собрались вместе для выпуска сборника «Golden», который содержит демозаписи; композиции, не вошедшие в альбомы; песни с концертных выступлений, два видеоклипа, и другой редкий материал периода существования группы. Ещё одна, «посмертная» компиляция, носит название «Essentials», это двойной альбом: первый диск содержит подборку песен из трёх студийных альбомов, второй — творчество группы до записи на лейбле Slash Records (туда входят четыре первые демозаписи и демо, предваряющее альбом «Magnified»).

## После Failure
Кен Эндрюс продолжил карьеру продюсера, инженера звукозаписи и специалиста по сведению звука, участвовал в нескольких музыкальных проектах:
- On (1999—2002) — по-большему счёту соло-проект, который мало чем отличается по специфике от Failure, но с большей долей электронного саунда;
- Year of the Rabbit (2002—2004) — возвращение Эндрюса к формату рок-группы из 4-х человек, вместе с ударником On и участниками National Skyline и Cupcakes;

Также Эндрюс работал с Pete Yorn, Tenacious D, Black Rebel Motorcycle Club, Mae и Крисом Корнеллом из Soundgarden/Audioslave.
Грег Эдвардс сотрудничал с музыкантами Крисом Питмэном, Брэдом Лэнером, и Полом Д’Эмоуром в психоделической поп-группе Lusk, выпустив альбом «Free Mars» в 1997 году. 

В 2000 году Грег создал группу Autolux. Выпущенный на свои средства мини-альбом «Demonstration (EP)» привлёк внимание Бона Барнетта, который работал на лейбл DMZ, и вскоре группа подписала контракт с Sony BMG Music Entertainment. Релиз дебютного альбома «Future Perfect» состоялся в октябре 2004-го, который получил хорошие отзывы от музыкального сообщества. Участники группы работали с Nine Inch Nails и UNKLE (альбом 2007 года).
Келли Скотт присоединился к группе Blinker the Star. В 2005 году он был ударником в коллективах Veruca Salt and Enemy.
Трой Ван Левен укрепил состав A Perfect Circle, и участвовал в записи Mer de Noms с последующим туром в поддержку альбома. Далее последовал переход в Queens of the Stone Age во время записи альбома A Perfect Circle Thirteenth Step, на котором Трой играл лишь в трёх песнях.

### Воссоединение
В начале 2014 года Failure воссоединились после 16 летнего перерыва в музыкальной деятельности, отыграв в Лос-Анджелесе в клубе El Ray 13 февраля 2014 полуторачасовой концерт.
14 мая 2014 года был выпущен концертный ЕР «Tree of Stars», включающий в себя одну, совершенно новую студийную композицию «Come Crashing», а также концертные записи песен «Let It Drip», «Frogs», « Sergeant Politeness» и «Heliotropic».
Продюсированием, сведением и мастерингом релиза занялся сам Кен Эндрюс.
С 10 мая по 19 июня группа отправилась в тур по Северной Америке.

## Дискография

### Студийные альбомы
- Comfort (1992)
- Magnified (1994)
- Fantastic Planet (1996)
- The Heart Is a Monster (2015)
- In The Future Your Body Will Be The Furthest Thing From Your Mind (2018)

### Сборники
- Golden (2004)
- Essentials (2006)

### Мини-альбомы
- Tree of Stars (2014)